# Mácula lútea
La mácula lútea (del latín macŭla, mancha, y lutĕa, amarilla) es una mancha amarilla localizada en la retina especializada en la visión fina de los detalles; nos sirve entre otras cosas para poder leer y distinguir las caras de las personas. 

## Características
Se localiza en la parte posterior de la retina y tiene una extensión aproximada de 5 mm de diámetro, quedando limitada verticalmente por las arcadas temporales. Se encuentra, por lo tanto, orientada hacia el hueso temporal en el disco óptico. La retina a este nivel tiene unas peculiaridades histológicas e histoquímicas que la diferencian del resto de la retina:
- Menor grosor.
- Ausencia de bastones; tan solo existen conos.
- El número de conos es muy elevado, llegando a tener una densidad de 140.000 conos/mm².
- Epitelio pigmentario más denso.
- Gran contenido en pigmentos xantofílicos, como la luteína y la zeaxantina, los cuales parece ser que tienen, entre otras, una función protectora frente a los fototraumatismos.

## Zonas en que se divide
La mácula se divide en varias zonas, como son:
- La fóvea es una zona en el centro de la mácula algo deprimida, que presenta un color más oscuro, con una extensión aproximada de unos 1.5 mm de diámetro, que equivale a un diámetro papilar o a 5°. Presenta una zona avascular denominada ZAF (zona avascular foveal), la cual en las angiografías de retina se observa más oscura por la ausencia de vascularización. La zona avascular foveal se considera como el centro óptico.

- La foveola, en el centro de la fóvea, se observa como un reflejo brillante; tiene una extensión de unos 0.35 mm de diámetro. A veces dentro de esta se observa una pequeña depresión umbilicada llamada ombligo de la foveola.

La zona próxima a la mácula recibe varios nombres:
- La zona parafoveal es una extensión de la mácula que rodea a la fóvea, de unos 0.5 mm de diámetro; en ella se encuentra la retina más gruesa.

- La zona perifoveal rodea a la anterior con una extensión de 3.5 mm de diámetro.

## Degeneración macular
La degeneración macular asociada a la edad, conocida también con las siglas DMAE, es una enfermedad que afecta generalmente a personas de más de cincuenta años. El riesgo de padecerla aumenta a más del doble en aquellos que consumen más de 20 cigarrillos al día.
Consiste en una degeneración de la retina, en la zona de la mácula, el sector de mayor agudeza visual, por lo cual se deteriora la visión central. Es característico en estados avanzados mantener la visión periférica, pero ser incapaz de distinguir los rasgos faciales de una persona que se encuentra enfrente.
El enfermo no debe alarmarse, pues la afección puede ser leve. Sin embargo en algunos casos puede evolucionar a formas graves, por lo cual es conveniente consultar con el médico de cabecera, el cual deberá orientar al paciente en función de la evolución y de las circunstancias personales, recomendando si son necesarias las revisiones convenientes por el médico oftalmólogo o la unidad especializada en retina y la vigilancia de factores que pueden influir en el desarrollo de las afecciones en la mácula, como la hipertensión arterial, diabetes, niveles elevados de colesterol, etc.